# Herbs

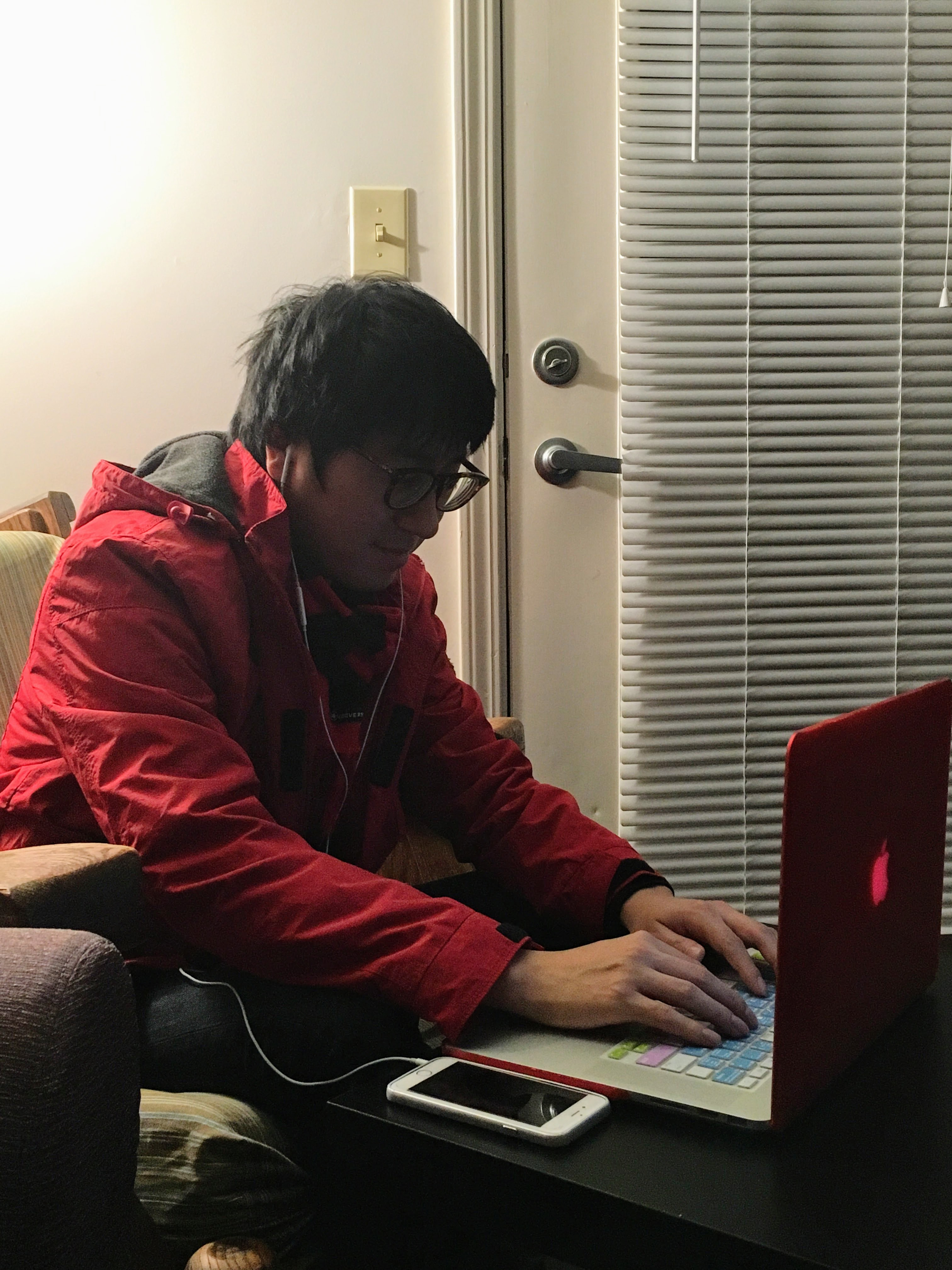
Homem Herb frequentemente apresentam um vestuário elegante e demonstram habilidade tecnológica.

Os Herbs (草食(系)男子, Sōshoku(-kei) danshi) são um fenômeno social observado no Japão. A palavra herb significa herbívoro, numa conotação que essa parcela da população não pratica nem procura o sexo e o casamento. Esse comportamento é apontado em adultos japoneses como em franca expansão. Assim como os hikikomori, nem-nem e as career women (kyariaūman), os Herbs estão sendo responsabilizados pela falência da estrutura social japonesa e as novas gerações de jovens têm sido apontada como a "geração perdida".
Herbs são geralmente homens de 30 a 50 anos que não se casam e nem procuram parceiras sexuais, possuem um estilo de vida muito simples, com trabalhos de baixo salário e poucas exigências. Apesar de interagirem socialmente, tais homens não possuem iniciativa, vivem uma vida frugal e pacata, geralmente no interior. Possuem interesses peculiares como jardinagem, fotografia e viagens.
Os herbs tem sido apontados como os "hikikomoris que cresceram" ou os "nem-nem" que resolveram sair da internet". As causas do problema tem sido as mesmas para ambos os grupos: altos níveis de exigência da sociedade para obter sucesso na carreira e se submeter à mulher, punição e exclusão social. É observado que esses indivíduos migram de áreas metropolitanas para cidades pequenas e com muita natureza.
A questão dos Herbs, Hikikomoris, nem-nem e das career women vem sendo vista como um desastre pronunciado para o país. Se os hikikomoris possuem comportamentos que podem ser qualificados como doenças mentais, os Herbs são um grupo legítimo de estilo de vida e "renúncia". Teme-se que essa geração de jovens possa levar o país a ruína financeira que não terá mão de obra qualificada para manter o 3.º maior PIB do mundo. Acrescentando ainda que as baixas taxas de natalidade impactam ainda mais o problema com uma população idosa em ascensão e poucos jovens nascendo para dar conta da demanda.